# Parker Lee
Parker Lee est un personnage fictif de la série Veronica Mars. Elle est incarnée par Julie Gonzalo.

## Biographie
Parker Lee est la colocataire de Cindy Mackenzie au Hearst College. Elle est vue par celle-ci comme une nymphomane mais lorsqu'elle a été violée et qu'elle a eu la tête rasée par son violeur, Mac s'est promis de toujours la protéger. Les parents de Parker, après l'incident du viol, ont voulu l'a "désinscrire" de Hearst mais Parker a tenu tête.
Parker aidera ensuite les filles de la fac en se protégeant avec les dessous de verres qui montrent si la boisson contient de la drogue et des sifflets pour prévenir du danger. Parker annonce également à Veronica que le violeur est sur le point de sévir une nouvelle fois. Veronica se lance alors à sa poursuite et se met en danger en sauvant une fille. Le violeur Mercer et son complice Moe s'en prennent à elle mais Parker entend le bruit du sifflet et sauve Veronica.
Parker aidera ensuite Mac à avoir le courage d'entamer une relation avec l'un des protecteurs des animaux de la fac, Bronson Pope.
Piz ne la laisse pas indifférente, cependant il lui préfère Veronica. Logan, après sa rupture avec Veronica, lui demande de sortir avec lui. Leur relation prend fin lorsque Parker se rend compte que Logan est toujours amoureux de Veronica.
Quelques années plus tard, Logan la croise par hasard à la mairie de Neptune, alors qu'il va chercher des papiers administratifs pour son mariage avec Veronica. Elle avoue à Logan qu'elle a été très heureuse en mariage, mais qu'elle est désormais divorcée d'un dénommé Marc. Avant de partir, Parker conseille à Logan se profiter de la lune de miel, car le mariage est plus compliqué après.

## Intérêt
Parker aime sortir avec ses amis, le baseball et les rencontres avec des garçons, ainsi que la mode. Elle aime aider les autres.

## Apparitions
Sauf indication contraire, les informations mentionnées dans cette section peuvent être confirmées par la base de données cinématographiques IMDb,  présente dans la section « Liens externes ».

### Saison 3
Elle est créditée comme personnage principal de la saison 3, mais n'apparait pas dans tous les épisodes.
- 3x01 Cadeau de bienvenue
- 3x02 Jeu de rôle
- 3x04 Faux frère
- 3x06 Les tricheurs
- 3x09 Ici, Maintenant
- 3x10 Monnaie de singe
- 3x14 Derrière les barreaux
- 3x15 Suspects
- 3x16 Les jardins de Babylon
- 3x18 Veronica Mars, détective privé
- 3x20 Après la pluie…

### Saison 4
- 4x08 Years, Continents, Bloodshed